# Cladrastis parvifolia
Cladrastis parvifolia är en ärtväxtart som beskrevs av C.Y.Ma. Cladrastis parvifolia ingår i släktet Cladrastis och familjen ärtväxter. Inga underarter finns listade i Catalogue of Life.